# David Messas
Pour les articles homonymes, voir Messas (homonymie).
David Messas, né le 15 juillet 1934 à Meknès et mort le 20 novembre 2011 à Paris, est un rabbin francophone des XXe et XXIe siècles

## Éléments biographiques
David Messas naît en 1934 à Meknès à l'époque dans le protectorat français du Maroc. Son père, le grand-rabbin Chalom Messas officie à Casablanca. La famille émigre en 1964 à Paris où le jeune David effectue ses études.

### Les études
Il obtient plusieurs diplômes universitaires de philosophie et de psychologie, poursuivant en parallèle un cursus rabbinique au Séminaire israélite de France puis au grand-rabbinat d’Israël, auprès du rabbin Isaac Sebbag à la yeshiva Keter Hatorah de Casablanca, et à la Yechiva d'Aix-les-Bains.

### Le pédagogue
Il dirige au Maroc le Lycée israélite de Tanger, « Ozar Hatorah », en 1958, puis en 1961 le Lycée yéchiva de Casablanca.
En France, il est professeur de Talmud à l'École Yabné (1967-1968), directeur du Centre Universitaire Edmond FLEG (1967-1973), puis directeur de l’école Maïmonide à Boulogne-Billancourt (1968-1986), directeur de la Maison des étudiants « Le Toit familial » où il est également Rabbin de la communauté.

### Le Rabbin
Puis, de 1984 à 1989, il prend la charge de Rabbin de la Communauté Berith Chalom de la rue Saint Lazare. il est nommé au rabbinat de Genève de 1989 à 1995, puis élu grand-rabbin du Consistoire de Paris, succédant au grand-rabbin Alain Goldmann.

## Famille
Il a épousé Dolly Berdugo. Leur fils Ariel est rabbin de la synagogue « Maguen David - Ahavat Shalom », dans le 16e arrondissement de Paris, son fils le professeur Emmanuel Messas est cardiologue au centre médical européen Georges Pompidou.

## Hommages et distinctions
- Officier de la Légion d'honneur, 2004
- Officier de l'ordre national du Mérite
- Officier de l'ordre des Palmes académiques, 2004
- Grand officier de l'ordre du Ouissam alaouite, 2008

Il est nommé chevalier de la Légion d'Honneur en avril 1999, puis promu officier de la Légion d'Honneur en mai 2004. Il est également nommé Officier de l’ordre national du Mérite, Officier des Palmes Académiques (2004) et reçoit le Prix de Jérusalem. Il est également élevé au rang de Grand Officier de l'Ordre du Ouissam alaouite, par le roi du Maroc Mohammed VI, à l'occasion de la Fête du Trône de 2008.